# Plexip
Segons la mitologia grega, Plexip (en grec antic Πλήξιππος, Plexippos), va ser un heroi, fill de Testi.
Era germà d'Altea, i va ser convidat pel seu nebot Melèagre a prendre part en la cacera del Senglar de Calidó, però, en no estar d'acord amb el repartiment de les despulles, dissentí amb Melèagre i l'heroi el va matar juntament amb el seu germà Toxeu.
Una tradició diferent deia que Plexip era fill de Fineu i Cleopatra, i que va ser cegat pel seu pare.